# Laurent Bénier
Pour les articles homonymes, voir Bénier.
Laurent Bénier (né le 24 mars 1966 à Montbéliard) est un footballeur français. Il a évolué au poste de milieu de terrain du début des années 1980 à la fin des années 1990. Depuis décembre 2014, il entraîne le SAS Épinal qu'il avait déjà entraîné durant onze années, de 1998 à 2009.

## Biographie
Laurent Bénier entraîne le SAS Épinal durant onze ans et fait progresser le club vosgien de deux divisions. En 2009, Laurent Bénier est remplacé à son poste d'entraineur par Fabien Tissot, et devient directeur technique du club.
En raison de la dernière place du Stade athlétique spinalien en National 2014-2015, Tissot est écarté de son poste par les dirigeants spinaliens et remplacé par Bénier, qui retrouve ce poste cinq ans après l'avoir quitté.

## Formation et diplômes
En janvier 2002, il est diplômé du DEF (Diplôme d'entraîneur de football).

## Palmarès
- Vainqueur de la Coupe de Lorraine en 1985 avec le SAS Épinal
- Vainqueur de la Coupe de la Ligue Atlantique en 1989 avec le RC Ancenis
- Champion de Division 3 (Groupe Ouest) en 1991 avec le RC Ancenis
- Champion de Division d'Honneur Lorraine en 2003 avec le SAS Épinal
- Champion de CFA 2 en 2004 (vainqueur de groupe) avec le SAS Épinal